# جيمس بي كين
جيمس بي كين (بالإنجليزية: James P. Cain)‏ هو دبلوماسي أمريكي، ولد في 27 أكتوبر 1957 في هاي بوينت في الولايات المتحدة.

## وصلات خارجية
- جيمس بي كين على موقع إن إن دي بي (الإنجليزية)